# Scrobipalpula
Scrobipalpula is een geslacht van vlinders van de familie tastermotten (Gelechiidae).

## Soorten
- S. acuta Povolny, 1990
- S. agnathos Povolny, 1987
- S. albolineata Povolny, 1987
- S. artemisiella (Kearfott, 1903)
- S. atra Povolny, 1987
- S. aulorrhoa (Meyrick, 1935)
- S. cacuminum (Frey, 1870)
- S. crustaria Meyrick, 1917
- S. chiquitella (Busck, 1909)
- S. daturae (Zeller, 1877)
- S. densata (Meyrick, 1917)
- S. diffluella (Frey, 1870)
- S. ephoria (Meyrick, 1917)
- S. erigeronella (Braun, 1921)
- S. eurysaccomima Povolny, 1987
- S. falcata Povolny, 1987
- S. fallacoides (Povolny, 1987)
- S. fallax (Povolny, 1987)
- S. fjeldsai Povolny, 1990
- S. flava Povolny, 1987
- S. gregalis Meyrick, 1917
- S. gregariella Zeller, 1877
- S. hastata Povolny, 1987
- S. hemilitha (Clarke, 1965)
- S. henshawiella (Busck, 1903)
- S. hodgesi (Povolny, 1967)
- S. incerta Povolny, 1989
- S. isochlora (Meyrick, 1931)
- S. keiferioides Povolny, 1987
- S. killiasii (Frey, 1880)
- S. latisaccula Povolny, 1987
- S. latiuncula Povolny, 1987
- S. lutescella (Clarke, 1934)
- S. megaloander Povolny, 1987
- S. melanolepis (Clarke, 1965)

- S. motasi Povolny, 1977
- S. ochroschista (Meyrick, 1929)
- S. omicron Povolny, 1987
- S. pallens Povolny, 1987
- S. parachiquitella Povolny, 1968
- S. patagonica Povolny, 1977
- S. polemoniella (Braun, 1925)
- S. potentella (Keifer, 1936)
- S. praeses (Povolny, 1987)
- S. psilella (Herrich-Schäffer, 1854)
- S. psilella-asiatica Povolny, 1968
- S. pygmaeella (Heinemann, 1870)
- S. radiata Povolny, 1987
- S. radiatella (Busck, 1904)
- S. ramosella (Muller-Rutz, 1934)
- S. retusella (Rebel, 1891)
- S. rosariensis Povolny, 1987
- S. sacculicola (Braun, 1925)
- S. semirosea (Meyrick, 1929)
- S. seniorum Povolny, 2000
- S. simulatrix (Povolny, 1987)
- S. stirodes (Meyrick, 1931)
- S. subtenera Povolny, 1987
- S. tenera Povolny, 1987
- S. transiens Povolny, 1987
- S. trichinaspis (Meyrick, 1917)
- S. tussilaginis

Hoefbladpalpmot (Stainton, 1867)